# Saint-Pierre-de-Manneville
Saint-Pierre-de-Manneville település Franciaországban, Seine-Maritime megyében. Lakosainak száma 884 fő (2022. január 1.). Saint-Pierre-de-Manneville Quevillon, Caumont, Bardouville, Mauny, Sahurs és Val-de-la-Haye községekkel határos.

## Népesség
A település népessége az elmúlt években az alábbi módon változott:
| Lakosok száma | 801  | 886  | 929  | 921  | 909  | 897  | 885  | 878  | 884  |
|               | 2013 | 2015 | 2016 | 2017 | 2018 | 2019 | 2020 | 2021 | 2022 |